# Guldbaggen för bästa originalmusik
Guldbaggen för bästa originalmusik har delats ut sedan den 47:e galan, Guldbaggegalan 2012. Under de två första åren gick priset under benämningen Guldbaggen för bästa musik.
Priset föregicks av Guldbaggen för särskilda insatser, som slopades inför 2012 års gala i och med införandet av sammanlagt sju nya kategorier.

## Vinnare och nominerade
Vinnare presenteras överst i fetstil och gul färg, och övriga nominerade för samma år följer under. Året avser det år som filmerna hade premiär i Sverige, varpå de tilldelades priset på galan därefter.

### Tidiga pristagare
Den förste att guldbaggeprisas för sin filmmusik var Ulf Dageby som 1982 fick Guldbaggejuryns specialpris för musiken till Målaren.
Guldbaggen för kreativa insatser tilldelades därefter vid två tillfällen filmkompositörer: Björn Isfält prisades för året 1989 och Stefan Nilsson för 1997.
För åren 2000 till 2010 delades Guldbaggen för bästa prestation (t.o.m. 2006) och Guldbaggen för särskilda insatser (fr.o.m. 2007), ut till filmarbetare i yrken som saknade egna kategorier, inklusive kompositörer. Kompositörer som prisades under dessa år inkluderar Johan Söderberg (2002), Adam Nordén (2005), Fabian Torsson (2006), Matti Bye (2008), Johan Söderberg (2009, i egenskap av både kompositör och filmklippare) och Magnus Börjeson (2010).

### 2010-talet
| År          | Film                                                  | Kompositör(er)                                                     |
| ----------- | ----------------------------------------------------- | ------------------------------------------------------------------ |
| 2011 (47:e) | The Black Power Mixtape 1967–1975                     | Ahmir "Questlove" Thompson och Om’Mas Keith                        |
| 2011 (47:e) | Kronjuvelerna                                         | Fredrik Emilson                                                    |
| 2011 (47:e) | Simon och ekarna                                      | Annette Focks                                                      |
| 2012 (48:e) | Palme                                                 | Benny Andersson                                                    |
| 2012 (48:e) | El Médico – the Cubaton Story                         | Andreas Unge och Johan Söderqvist                                  |
| 2012 (48:e) | Searching for Sugar Man                               | Malik Bendjelloul och Sixto Rodriguez                              |
| 2013 (49:e) | Faro                                                  | Matti Bye                                                          |
| 2013 (49:e) | Hundraåringen som klev ut genom fönstret och försvann | Matti Bye                                                          |
| 2013 (49:e) | Monica Z                                              | Peter Nordahl                                                      |
| 2014 (50:e) | Gentlemen                                             | Mattias Bärjed och Jonas Kullhammar                                |
| 2014 (50:e) | En duva satt på en gren och funderade på tillvaron    | Hani Jazzar och Gorm Sundberg                                      |
| 2014 (50:e) | The Quiet Roar                                        | Erik Enocksson                                                     |
| 2015 (51:a) | Flocken                                               | Lisa Holmkvist                                                     |
| 2015 (51:a) | Cirkeln                                               | Benny Andersson                                                    |
| 2015 (51:a) | Det vita folket                                       | Jon Ekstrand                                                       |
| 2016 (52:a) | Sophelikoptern                                        | Jan Sandström                                                      |
| 2016 (52:a) | Jätten                                                | Björn Olsson                                                       |
| 2016 (52:a) | Pojkarna                                              | Sophia Ersson                                                      |
| 2017 (53:e) | Korparna                                              | Peter von Poehl                                                    |
| 2017 (53:e) | Borg                                                  | Jonas Struck, Vladislav Delay, Jon Ekstrand och Carl-Johan Sevedag |
| 2017 (53:e) | Citizen Schein                                        | Karl Frid och Pär Frid                                             |
| 2018 (54:e) | Goliat                                                | Johan Testad                                                       |
| 2018 (54:e) | Halvdan Viking                                        | Gaute Storaas                                                      |
| 2018 (54:e) | Innan vintern kommer                                  | Armand Amar                                                        |
| 2019 (55:e) | Eld & lågor                                           | Nathaniel Méchaly                                                  |
| 2019 (55:e) | 438 dagar                                             | Jon Ekstrand                                                       |
| 2019 (55:e) | Sara med allt sitt väsen                              | Johan Ramström                                                     |

### 2020-talet
| År          | Film                                            | Kompositör(er)                       |
| ----------- | ----------------------------------------------- | ------------------------------------ |
| 2020 (56:e) | Endast djävulen lever utan hopp                 | Ola Kvernberg                        |
| 2020 (56:e) | Psykos i Stockholm                              | Lars Greve                           |
| 2020 (56:e) | Nelly Rapp – Monsteragent                       | Uno Helmersson                       |
| 2021 (57:e) | Children of the Enemy                           | Lisa Nordström                       |
| 2021 (57:e) | Världens vackraste pojke                        | Anna von Hausswolff och Filip Leyman |
| 2021 (57:e) | Utvandrarna                                     | Johan Söderqvist                     |
| 2022 (58:e) | Historjá – Stygn för Sápmi                      | Eirik Havnes                         |
| 2022 (58:e) | Comedy Queen                                    | Irya Gmeyner och Martin Hederos      |
| 2022 (58:e) | Lasse-Majas detektivbyrå – Skorpionens gåta     | Lisa Montan                          |
| 2023 (59:e) | Syndabocken                                     | Baba Stiltz                          |
| 2023 (59:e) | Exodus                                          | Lisa Montan                          |
| 2023 (59:e) | Vem är du, Mamma Mu?                            | Henrik Lörstad                       |
| 2024 (60:e) | LasseMajas detektivbyrå – Maskoten som försvann | Lisa Montan                          |
| 2024 (60:e) | Ur mörkret                                      | Erik K. Skodvin                      |
| 2024 (60:e) | Jakt                                            | Ola Fløttum                          |